# Kniviga låtar tillägnade länsman i Delsbo
Kniviga låtar tillägnade länsman i Delsbo är ett album av Skäggmanslaget (Thore Härdelin (d.y.), Wilhelm Grindsäter och Petter Logård) som släpptes 1973. Innehåller traditionsspel av låtar efter Hälsingespelmännen Erik Ljung "Kusen", Thore Härdelin (d.ä.), Carl Sved, From-Olle, Hultkläppen, Mattias Blom och Grubb Anders Jonsson.
Ingår i Sonets folkmusiksatsning under 1960- och 1970-talet. Katalognr. SLP 2541.

## Låtlista
1. "Gånglåt från Galven"
2. "Polska efter Mattias Blom"
3. "Vals av Thore Thore Härdelin (d.ä.)"
4. "Schottis av Thore Härdelin (d.y.)"
5. "Polska efter Hultkläppen"
6. "Riddar-Lasses polska efter Carl Sved"
7. "Jönsagubbens vals"
8. "Järvsöpolska efter Grubb Anders Jonsson"
9. "Bergsjöpolska efter Grubb Anders Jonsson"
10. "Gånglåt efter Mattias Blom"
11. "Nyckelharpspolska efter Erik Ljung "Kusen""
12. "Gammal vals från Delsbo efter Grubb Anders Jonsson"
13. "Soluppgång över Dellen efter From-Olle"
14. "La folia, melodi med polskevarianter efter Grubb Anders Jonsson och Hultkläppen"
15. "Vals efter Hultkläppen"
16. "Erik Isaks polska, Bergsjö"